# 斯特凡·科尔茨克
斯特凡·科尔茨克（德語：Stephan Koltzk，1978年1月15日—），德国男子赛艇运动员。他曾代表德国参加世界赛艇锦标赛，获得一枚金牌、二枚银牌和二枚铜牌。他也参加了2004年夏季奥运会。